# Trachea tokiensis
Trachea tokiensis är en fjärilsart som beskrevs av Butler 1881. Trachea tokiensis ingår i släktet Trachea och familjen nattflyn. Inga underarter finns listade i Catalogue of Life.